# Área de Conservação da Paisagem de Tikste
A Área de Conservação da Paisagem de Tikste é um parque natural localizado no Condado de Valga, na Estónia.
A área do parque natural é de 38 hectares.
A área protegida foi fundada em 1964 para proteger o Vale Tikste e o Lago Tikste. Em 2005, a área protegida foi designada como área de conservação paisagística.